# ريكاردو سيلفا (موسيقي)
ريكاردو سيلفا (بالإسبانية: Ricardo Silva)‏ هو موسيقي بيروفي، ولد في 27 أكتوبر 1982.

## روابط خارجية
- ريكاردو سيلفا على موقع IMDb (الإنجليزية)